# Johnny Warren Medal
Johnny Warren Medal – nagroda przyznawana dla najlepszego gracza w australijskiej lidze. Po raz pierwszy nagroda została przyznana w National Soccer League w 1990 roku. Dziś  przyznawana jest w A-League. Nazwa nagrody pochodzi od imienia i nazwiska kapitana reprezentacji Australii jak i promotora gry w tym kraju Johnny Warren. Nagroda wybierana jest poprzez głosy zawodników.

## Zwycięzcy

### NSL
| Sezon     | Zawodnik           | Klub               |
| --------- | ------------------ | ------------------ |
| 1989/1990 | Željko Adžić       | Melbourne Knights  |
| 1990/1991 | Mediolan Ivanovic  | Adelaide City      |
| 1991/1992 | Josip Biskic       | Melbourne Knights  |
| 1992/1993 | Paul Trimboli      | South Melbourne FC |
| 1993/1994 | Mark Viduka        | Melbourne Knights  |
| 1994/1995 | Mark Viduka        | Melbourne Knights  |
| 1995/1996 | Damian Mori        | Adelaide City      |
| 1996/1997 | Kresimir Marusic   | Sydney United      |
| 1997/1998 | Paul Trimboli      | South Melbourne FC |
| 1998/1999 | Brad Maloney       | Marconi Stallions  |
| 1999/2000 | Scott Chipperfield | Wollongong Wolves  |
| 2000/2001 | Scott Chipperfield | Wollongong Wolves  |
| 2001/2002 | Fernando Rech      | Brisbane Strikers  |
| 2002/2003 | Damian Mori        | Perth Glory        |
| 2003/2004 | Ante Milicic       | Parramatta Power   |

### A-League
| Sezon     | Zawodnik                     | Klub                            |
| --------- | ---------------------------- | ------------------------------- |
| 2005/2006 | Bobby Despotovski            | Perth Glory FC                  |
| 2006/2007 | Nick Carle                   | Newcastle United Jets FC        |
| 2007/2008 | Joel Griffiths               | Newcastle United Jets FC        |
| 2008/2009 | Shane Smeltz                 | Wellington Phoenix FC           |
| 2009/2010 | Carlos Hernández             | Melbourne Victory FC            |
| 2010/2011 | Marcos Flores                | Adelaide United FC              |
| 2011/2012 | Thomas Broich                | Brisbane Roar FC                |
| 2012/2013 | Marco Rojas                  | Melbourne Victory FC            |
| 2013/2014 | Thomas Broich                | Brisbane Roar FC                |
| 2014/2015 | Nathan Burns                 | Wellington Phoenix FC           |
| 2015/2016 | Diego Castro                 | Perth Glory FC                  |
| 2016/2017 | Miloš Ninković               | Sydney FC                       |
| 2017/2018 | Adrian Mierzejewski          | Sydney FC                       |
| 2018/2019 | Roy Krishna                  | Wellington Phoenix FC           |
| 2019/2020 | Alessandro Diamanti          | Western United FC               |
| 2020/2021 | Ulises Dávila Miloš Ninković | Wellington Phoenix FC Sydney FC |
| 2021/2022 | Jake Brimmer                 | Melbourne Victory FC            |